# Cmentarz wojenny nr 374 – Wiśniowa
Cmentarz wojenny nr 374 – Wiśniowa – austriacki cmentarz wojenny z okresu I wojny światowej wybudowany przez Oddział Grobów Wojennych C. i K. Komendantury Wojskowej w Krakowie i znajdujący się na terenie jego okręgu X Limanowa.
Jest to niewielki cmentarz znajdujący się w południowej części miejscowości Wiśniowa, w przysiółku Jurkówka, po prawej stronie drogi wojewódzkiej nr 964 prowadzącej do Kasiny Wielkiej.
Pochowano na nim 10 żołnierzy austro-węgierskich (głównie Czechów) oraz 2 żołnierzy rosyjskich, poległych w dniu 5 grudnia 1914 r., w bitwie w dolinie Krzyworzeki, w początkowej fazie operacji łapanowsko-limanowskiej.
Austriacy pochowali poległych żołnierzy wokół, stojącej przy drodze, XIX-wiecznej, murowanej kapliczki, tworząc małą nekropolię. 
Cmentarz jest ogrodzony, wokół rośnie kilka pięknych, starych lip, a zaprojektował go Gustaw Ludwig. Całość jest wpisana do rejestru zabytków.

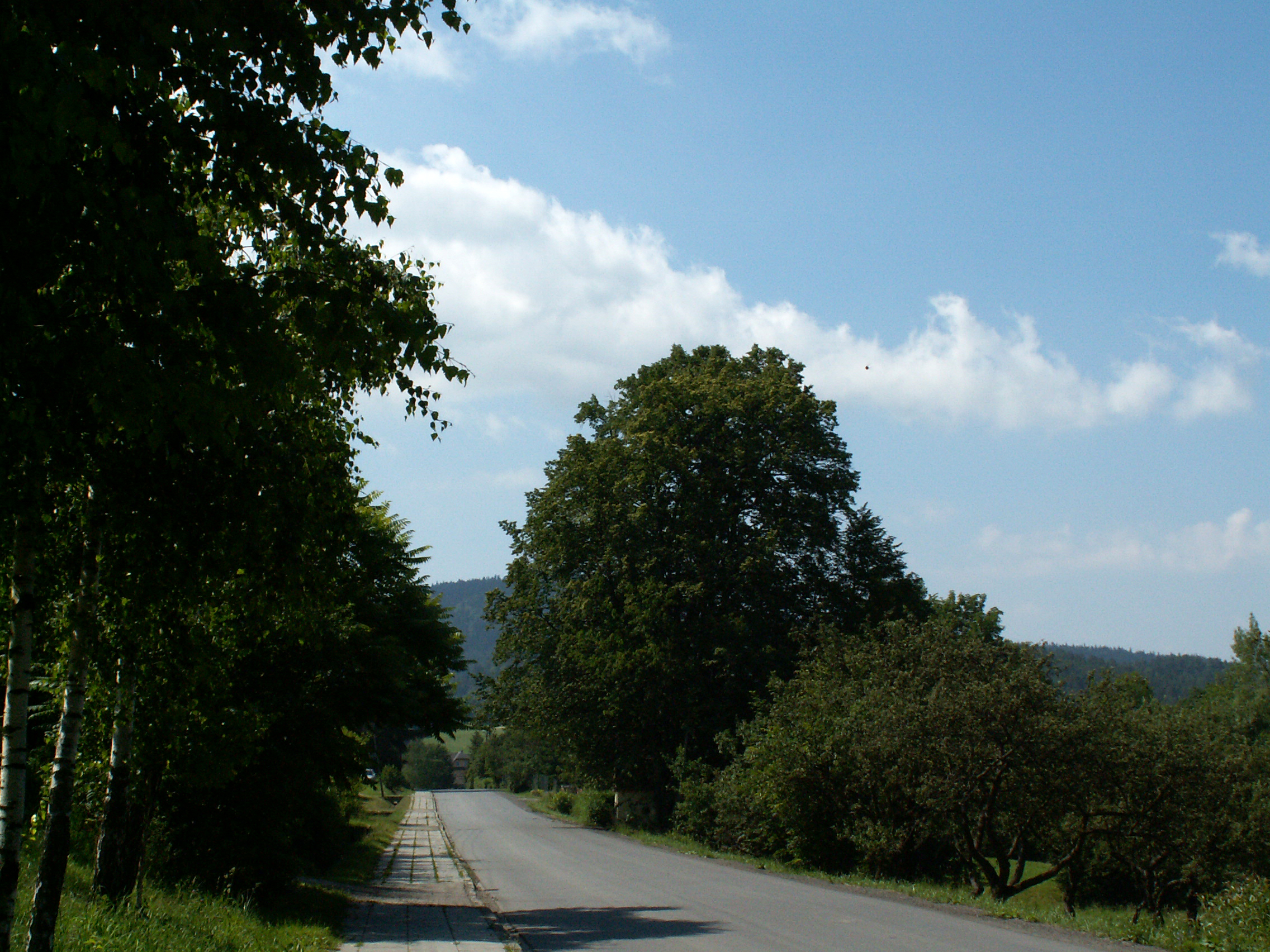
Widok na południe, lipy nad cmentarzem.
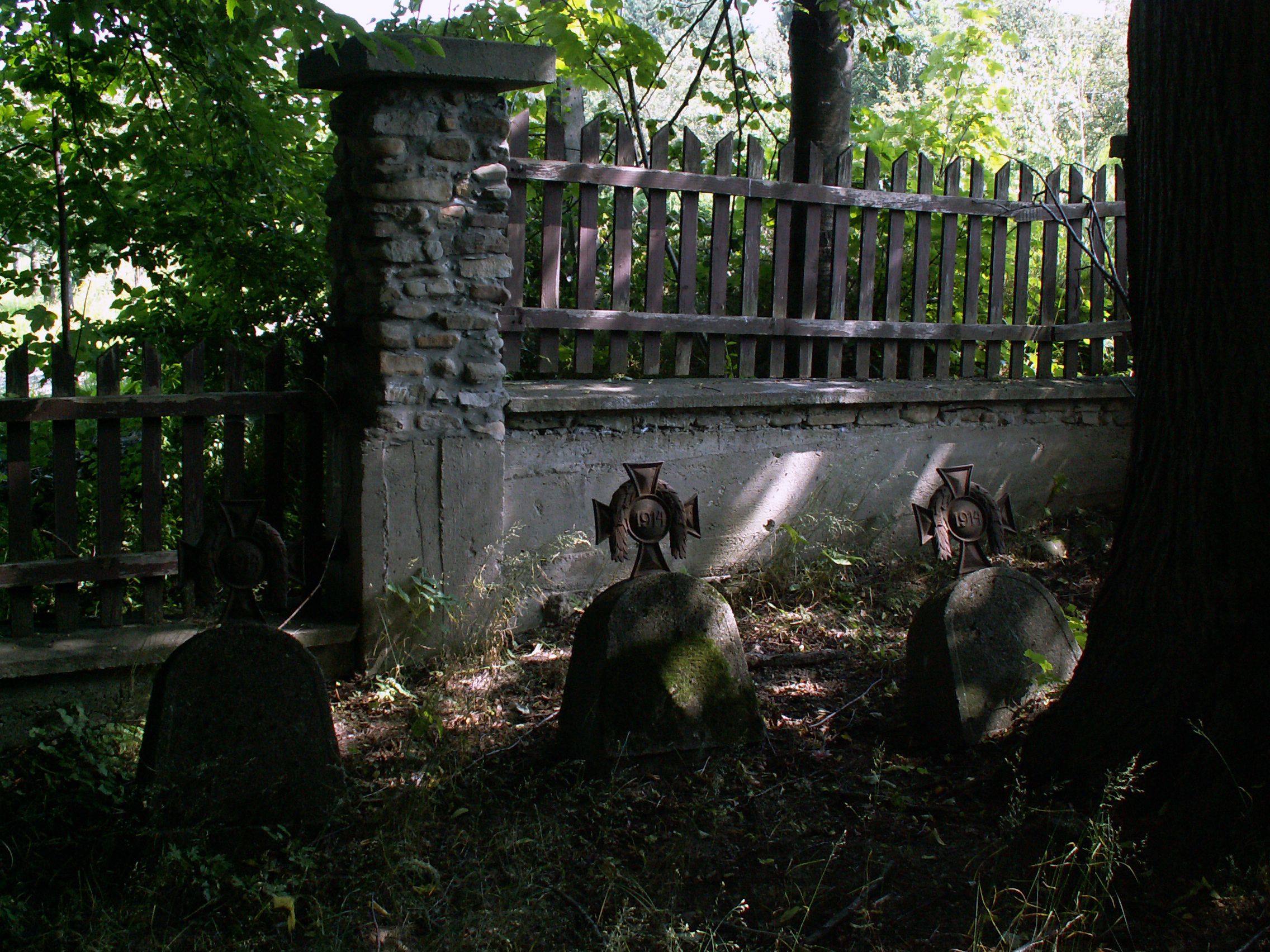
Groby.